# Stomaphis asiphon
Stomaphis asiphon är en insektsart. Stomaphis asiphon ingår i släktet Stomaphis och familjen långrörsbladlöss. Inga underarter finns listade i Catalogue of Life.